# Kolarstwo na Letnich Igrzyskach Olimpijskich 1904 – 5 mil
Wyścig na 5 mil był jedną konkurencji kolarskich na Letnich Igrzyskach Olimpijskich 1904. Wyścigi zostały rozegrane 5 sierpnia. Zawodnicy rywalizowali na trasie 5 mil.
W zawodach uczestniczyło 10 kolarzy wszyscy ze Stanów Zjednoczonych. Tylko czterem udało się ukończyć wyścig.

## Wyniki
| Finał |                    |         |
|       | Charles Schlee     | 13:08.2 |
|       | George Wiley       |         |
|       | Arthur Andrews     |         |
| 4.    | Julius Schaefer    |         |
| ?     | Nieznani zawodnicy |         |
| —     | Teddy Billington   | DNF     |
| —     | Burton Downing     | DNF     |
| —     | Oscar Goerke       | DNF     |
| —     | Marcus Hurley      | DNF     |
| —     | Jay Nash McCrea    | DNF     |